# Ro (Włochy)
Ro – miejscowość i gmina we Włoszech, w regionie Emilia-Romania, w prowincji Ferrara.
Według danych z 2004 gminę zamieszkuje 3 801 osób, 88,4 os./km².